# Jean-Michel Henry
Jean-Michel Henry (* 14. prosince 1963 Marseille, Francie) je bývalý francouzský sportovní šermíř, který se specializoval na šerm kordem. Francii reprezentoval přes deset let na přelomu osmdesátých a devadesátých let. Startoval na čtyřech olympijských hrách. V roce 1992 dosáhl na bronzovou olympijskou medaili mezi jednotlivci. Byl oporou favorizovaného francouzského družstva, se kterým získal v roce 1988 zlatou olympijskou medaili a dosáhl na tituly mistra světa.